# Camulodunum

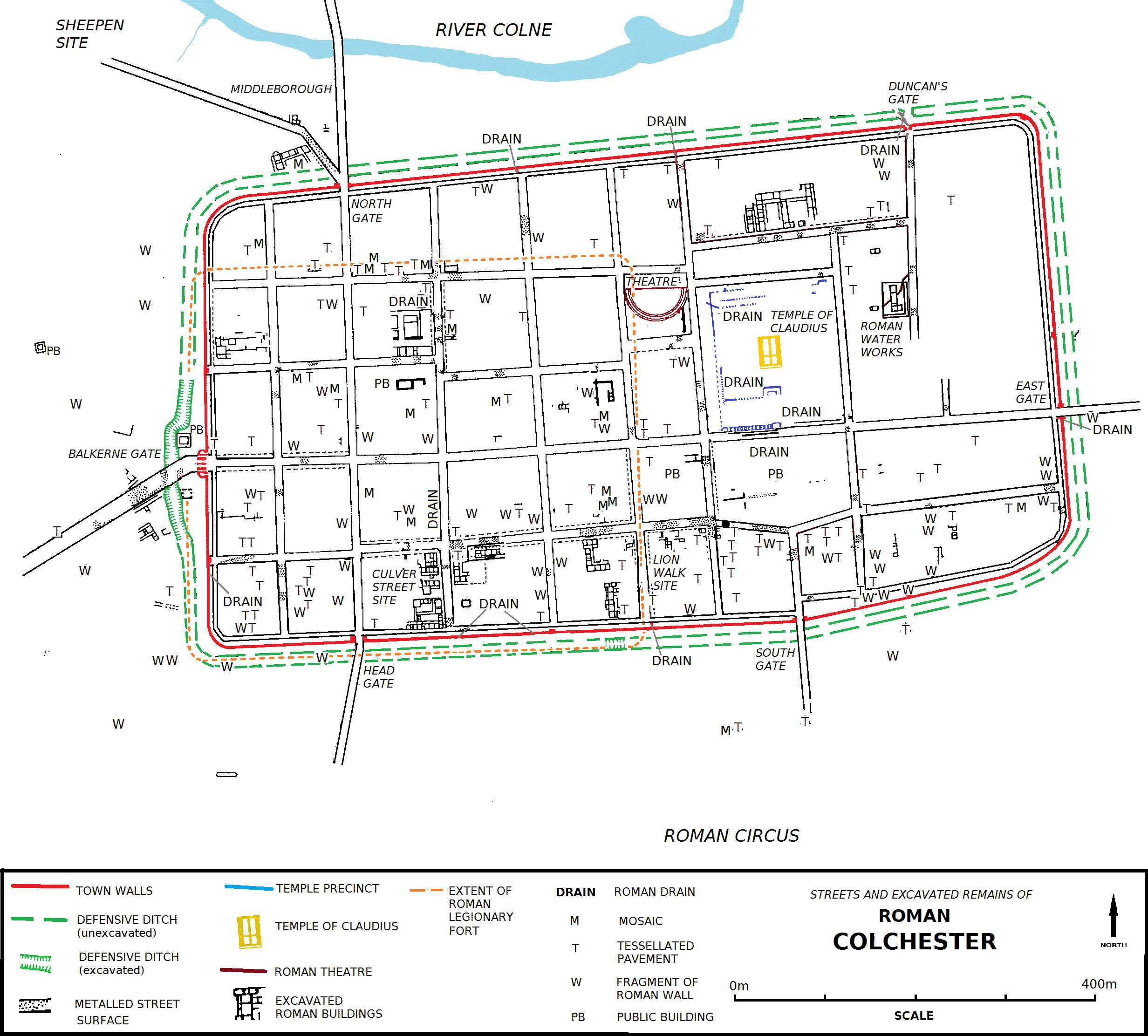
Plano de Camulodunum

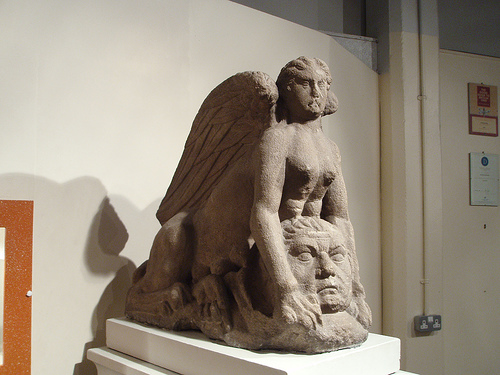
Escultura en Colchester

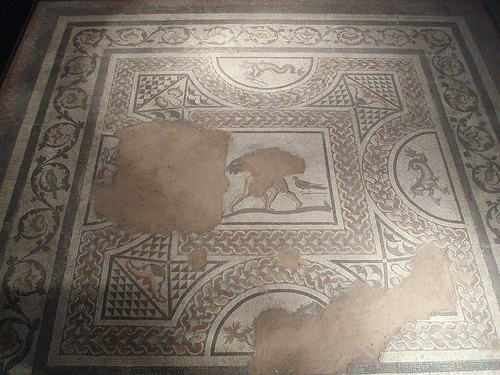
Mosaico romano en Colchester

Camulodunum es el nombre romano de la actual ciudad de Colchester, en Essex, Inglaterra. Es considerada la ciudad más antigua del país. Estaba situada en la ribera sur del río Colne. El nombre significaba la Fortaleza de Camulos.

## Historia
Camulodunum era originalmente la capital de la tribu celta de los trinovantes. El asentamiento había sido establecida como capital por el rey Addedomarus alrededor del 25 a. C., después de producidas las Invasiones de Britania por César.
Posteriormente, el rey Tasciovanus de los catuvellani la conquistó brevemente en 10 a. C., y finalmente el hijo de este, Caratacus, completó la ocupación, en lo que era una virtual absorción de los trinovantes por la agresiva nación de los catuvellani, quienes junto a los brigantes del norte representaban las principales fuerzas de la isla. La ciudad devino de esta manera en la nueva capital del poderoso reino.
En 43 d. C. el emperador Claudio reemprendió la conquista romana de Britania, encargando el mando de las fuerzas invasoras al general Aulo Plaucio. La excusa formulada consistía en reponer en el trono a Verica, un rey exiliado de los atrébates, otro pueblo caído bajo la hegemonía de los catuvellani. La principal resistencia la opuso una confederación de las tribus de los catuvellani y los trinovantes mismos, liderada por Caratacus (Caradawc) y Togodumno, los hijos del rey de los catuvellani, Cunobelinus.
La resistencia de guerrillas fue no obstante rápidamente superada y los britanos fueron vencidos en las batallas del Medway y del Támesis, tras lo que Plaucio consiguió tomar la capital, Camulodunum. 
Ante la victoria romana, los once principales líderes del sudeste de Britania se rindieron a Claudio, entre ellos los de los atrébates, los icenos y la reina de los Brigantes Cartimandua.
Camulodunum se convirtió así en sede del Gobernador romano de la isla. En Camulodunum se estableció una fortaleza legionaria que se transformó rápidamente en una colonia, la Colonia Claudia Victricensis, donde se estacionó la Legio XX Valeria Victrix. El primer templo romano en Gran Bretaña fue construido en esta ciudad, el denominado Templo del divino Claudio. Finalmente la ciudad devino en colonia de veteranos.
En la violenta sublevación de 60 de los icenos y trinovantes liderada por la reina Boudica, la ciudad, defendida en ese entonces solo por doscientos miembros de la guardia del procurador romano, fue completamente destruida. Tras la derrota de la revuelta celta, la capital administrativa de Roma fue trasladada a Londinium (Londres), con lo que la importancia de Camulodunum se redujo en gran medida. Continuó no obstante existiendo como población romana, destacando en la producción de vasijas (terra sigillata), ladrillos y vino.
Cuando se retiraron las legiones romanas de las islas británicas en el año 410, la ciudad mantuvo una cierta importancia y estuvo todavía poblada por algunos britanos romanizados durante otro siglo y medio.